# Basville
Basville [bavil] ist eine Gemeinde im Zentralmassiv in Frankreich. Sie gehört zur Region Nouvelle-Aquitaine, zum Département Creuse, zum Arrondissement Aubusson und zum Kanton Auzances.

## Geografie
Basville liegt im Regionalen Naturpark Millevaches en Limousin und grenzt im Nordwesten an Saint-Oradoux-près-Crocq, im Norden an La Villeneuve, im Nordosten an La Mazière-aux-Bons-Hommes, im Osten an La Celle, im Südosten an Giat, im Süden an Fernoël und im Südwesten an Flayat und Crocq.  Im Gemeindegebiet entspringen die Flüsse Tardes und Tyx.

## Geschichte
Frühere bekannte Ortsnamen waren Basvila (1373) und Bassavilla (1392).
Die bisher eigenständige Gemeinde Saint-Alvard wurde am 14. Dezember 1836 nach Basville eingemeindet.

### Bevölkerungsentwicklung
| Jahr      | 1962 | 1968 | 1975 | 1982 | 1990 | 1999 | 2008 | 2012 |
| --------- | ---- | ---- | ---- | ---- | ---- | ---- | ---- | ---- |
| Einwohner | 323  | 306  | 300  | 274  | 224  | 195  | 178  | 175  |

## Sehenswürdigkeiten

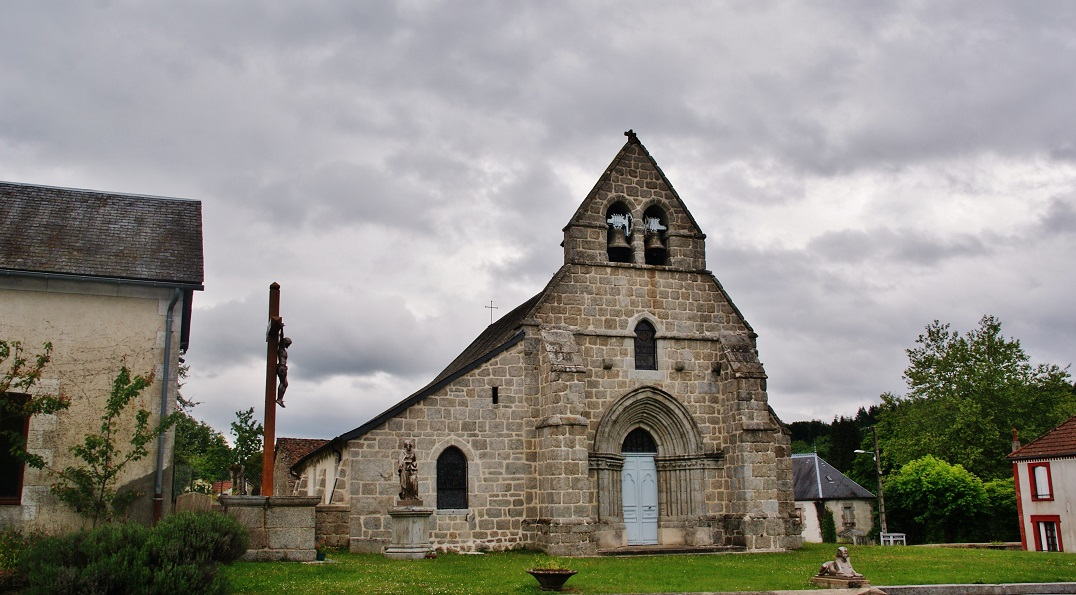
Kirche Sainte-Anne

- Kirche Sainte-Anne